# Conrad Steinbrecht

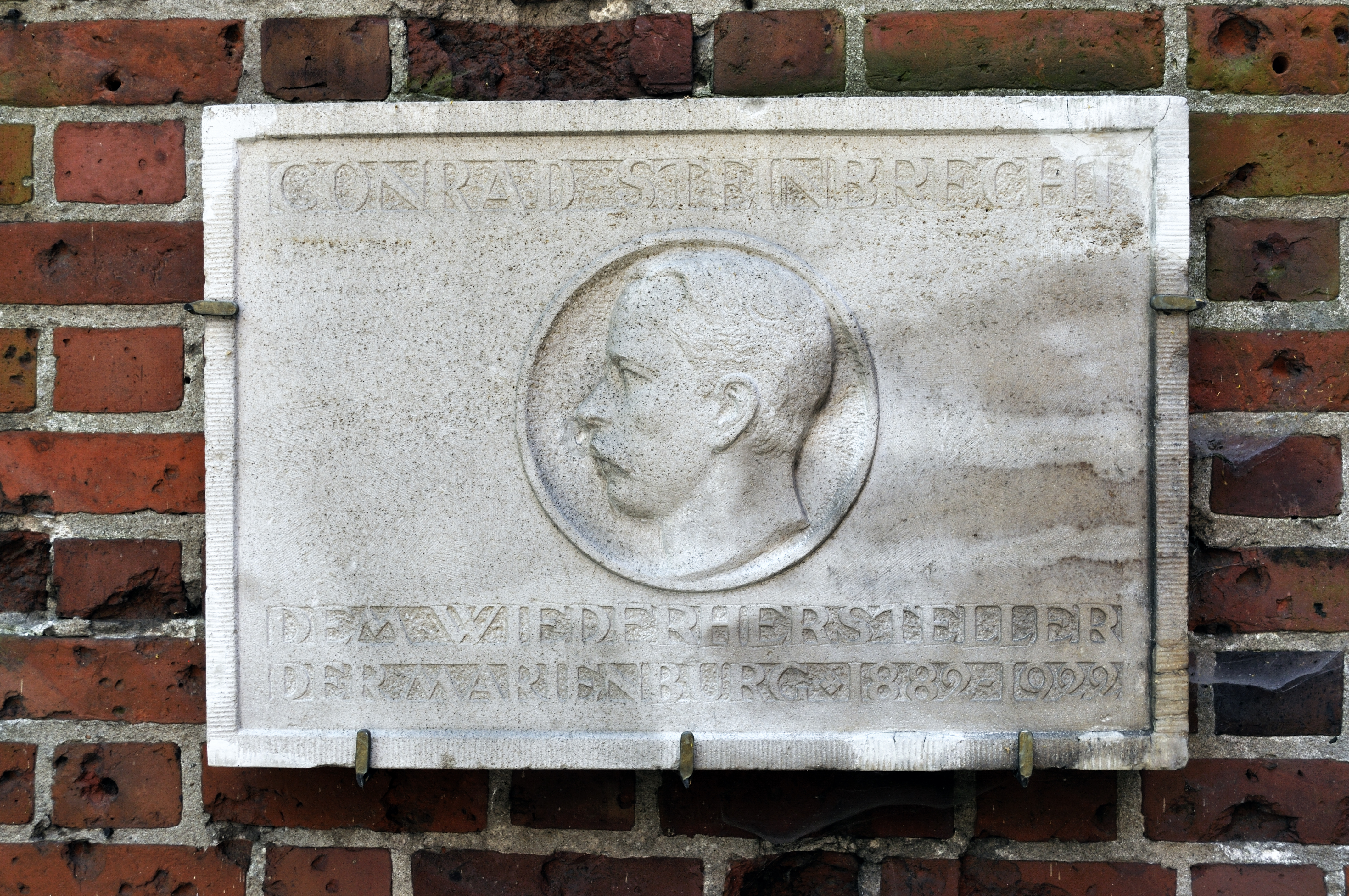
Tablica upamiętniająca Conrada Steinbrechta na zamku w Malborku

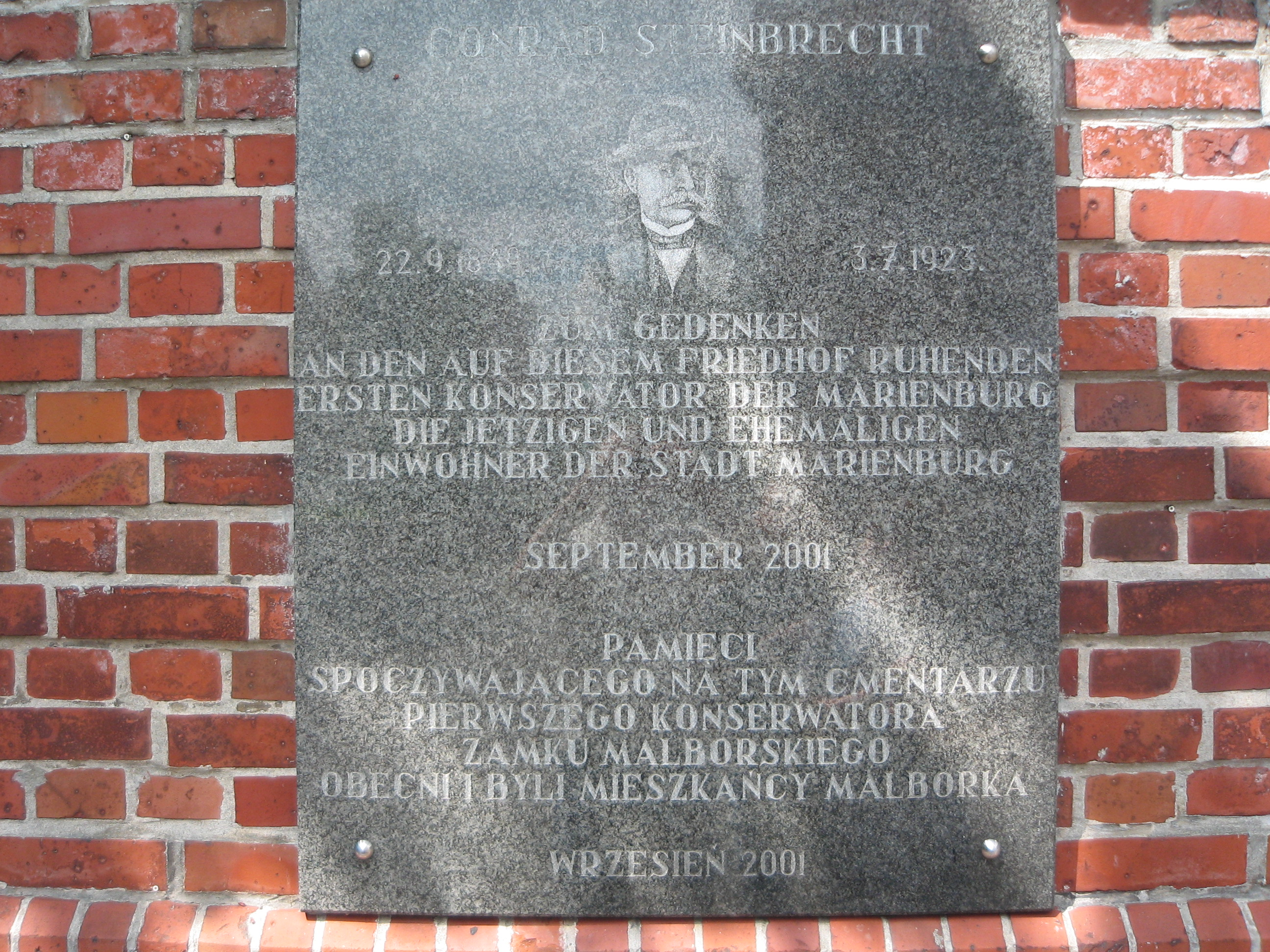
Tablica upamiętniająca Conrada Steinbrechta na cmentarzu przy kościele św. Jerzego w Malborku

Conrad Steinbrecht, także Konrad Steinbrecht (ur. 29 września 1849 w Tangermünde w Meklemburgii, zm. 3 lipca 1923 w Malborku, niem. Marienburg) – niemiecki architekt i konserwator zabytków, wieloletni opiekun zamku w Malborku.

## Życiorys
Urodził się jako jeden z synów pastora ewangelickiego. Po ukończeniu gimnazjum trafił do wojska. Za bohaterstwo okazane w wojnie francusko-pruskiej w latach 1870–1871 odznaczony został Krzyżem Żelaznym. Po zakończeniu wojny rozpoczął studia na wydziale architektury Akademii Budowlanej w Berlinie. Szczególny wpływ wywarł na niego profesor Friedrich Adler, znawca gotyku ceglanego w północnych Niemczech. W 1877 roku, wraz z ekipą niemieckich archeologów, trafił do Królestwa Grecji, gdzie miał możliwość zapoznać się z ich metodami pracy w trakcie badań ruin starożytnej Olimpii. W 1880 roku, po powrocie do Cesarstwa Niemieckiego, został rejencyjnym mistrzem budowlanym i rozpoczął starania o uzyskanie stypendium z fundacji Louis-Boissoneta, która ogłosiła konkurs na pracę o średniowiecznych zabytkach Torunia. W związku z tym odbył podróż naukową po dawnych Prusach Zakonnych, trafiając między innymi po raz pierwszy do Malborka (1-5 września). Rok później już jako pracownik Ministerstwa Wyznań Religijnych otrzymał to stypendium, zyskując uznanie środowiska niemieckich architektów i historyków sztuki. Jego monografia „Thorn im Mittelalter” wywarła także wielkie wrażenie na ministrze wyznań religijnych Gustavie von Gosslerze. Dlatego też 29 kwietnia 1882 roku powierzył on Steinbrechtowi kierownictwo Zarządu Odbudowy Zamku w Malborku.

### Prace na zamku w Malborku
Nabyte w Grecji doświadczenie i metody pracy zastosowano niebawem w Malborku. Systematyczne badania archeologiczno-architektoniczne zamku zaowocowały szeregiem interesujących odkryć, które z kolei pozwoliły na opracowanie precyzyjnego programu odbudowy. Wsparty był on także na dogłębnej analizie źródeł archiwalnych i badaniach porównawczych innych, podobnych obiektów. 5 czerwca 1902 roku, po dwudziestu latach prac uroczyście otwarto odbudowany Zamek Wysoki. Pracami na Średnim i Przedzamczu Steinbrecht kierował do 1 kwietnia 1921 roku, kiedy to ze względu na zły stan zdrowia z tytułem „Oberbaurat” przeszedł na emeryturę, przekazując urząd Bernhardowi Schmidowi.
Zawsze był człowiekiem skromnym i unikającym splendorów. Do historii przeszedł jego surdut i podniszczony filcowy kapelusz, z którymi nie rozstawał się nawet w czasie uroczystych wizyt cesarza Wilhelma II. Wybaczano mu jednak takie faux pas, cieszył się bowiem zaufaniem dworu. Wyrazem tego były liczne nagrody i ordery przyznawane w dowód uznania za kierowanie pracami na zamku. Obok licznych niemieckich znalazł się wśród nich także Order Osmana nadany przez tureckiego namiestnika Egiptu w 1919 roku. W 1894 roku Uniwersytet w Królewcu obdarzył Steinbrechta tytułem doktora filozofii honoris causa, zaś Gdańska Wyższa Szkoła Techniczna – doktora inżyniera honoris causa i honorowym stopniem profesorskim.
Zmarł po jednym z silniejszych ataków apopleksji, na którą chorował kilka lat. Pochowano go na cmentarzu przy kościele św. Jerzego w Malborku. Jego grób nie zachował się, jak wszystkie tamtejsze nagrobki uległ zniszczeniu w latach siedemdziesiątych.

## Publikacje
- Untersuchungs- und Wiederherstellungs-Arbeiten am Hochschloss der Marienburg. Berlin: Verlag von Ernst & Korn, 1885. [dostęp 2021-10-26]. (niem.). Brak numerów stron w książce
- Die Baukunst des Deutschen Ritterordens in Preussen. T. I: Thorn im Mittelalter. Berlin: Verlag von Julius Springer, 1885. [dostęp 2021-10-26]. (niem.). Brak numerów stron w książce
- Die Baukunst des Deutschen Ritterordens in Preussen. T. II: Preussen zur Zeit der Landmeister. Berlin: Verlag von Julius Springer, 1888. [dostęp 2021-10-26]. (niem.). Brak numerów stron w książce
- Die Baukunst des Deutschen Ritterordens in Preussen. T. III: Schloß Lochstedt und seine Malereien. Berlin: Verlag von Julius Springer, 1910. [dostęp 2021-10-26]. (niem.). Brak numerów stron w książce
- Die Baukunst des Deutschen Ritterordens in Preussen. T. IV: Die Ordensburgen der Hochmeisterzeit in Preußen. Berlin: Verlag von Julius Springer, 1920. [dostęp 2021-10-26]. (niem.). Brak numerów stron w książce
- Schloß Marienburg in Preußen. Berlin: Verlag von Julius Springer, 1891. [dostęp 2021-10-26]. (niem.). Brak numerów stron w książce
- Die Wiederherstellung des Marienburger Schlosses. Berlin: Verlag von Wilhelm Ernst & Sohn, 1896. [dostęp 2021-10-26]. (niem.). Brak numerów stron w książce
- Die Hohenzollern und die Marienburg in Preußen. „Hohenzollern-Jahrbuch”. 6, s. 1-11, 1902. Berlin: Verlag von Giesecke & Devrient. [dostęp 2021-10-26]. (niem.).
- Das Bauwesen der Komturei Marienburg in den Jahren 1410–1420. Königsberg: Verlag von Thomas & Oppermann, 1911. [dostęp 2021-10-26]. (niem.). Brak numerów stron w książce
- Die Baukunst des Deutschen Ritterordens in Preussen: ein Heimat-Ausweis der Deutschen im Osten. Danzig: A. W. Kafemann, 1919. [dostęp 2021-10-26]. (niem.). Brak numerów stron w książce